# Европейска железопътна агенция
Европейската железопътна агенция (на англ. European Railway Agency, ERA, от 2016 г. – European Union Agency for Railways) е агенция на Европейския съюз. Решението за създаване на агенцията е взето през април 2004 г.
Агенцията има 2 основни обекта, намиращи се в департамент Нор, Франция. Седалището с всички офиси на агенцията е във Валансиен, а международните конференции и срещи се провеждат в Лил.
Агенцията започва да работи с пълна сила от средата на 2006 г. В нея работят малко над 100 души персонал. Нейната мисия е създаването на конкурентно европейско железопътно пространство чрез увеличаване на трансграничната съвместимост на националните системи и успоредно с това за осигуряване на необходимото ниво на безопасност.
Агенцията определя стандартите за европейските железници под формата на технически спецификации за оперативна съвместимост, които се прилагат за трансевропейската железопътна мрежа. Европейската железопътна агенция е системният орган по проекта за Европейска система за управление на железопътното движение (European Rail Traffic Management System, ERTMS), която е организирана в създаването на уникална и единна система за сигнализация в цяла Европа.